# Ấn Độ giáo ở Ba Lan

Biểu tượng "Om" ở Devanagari

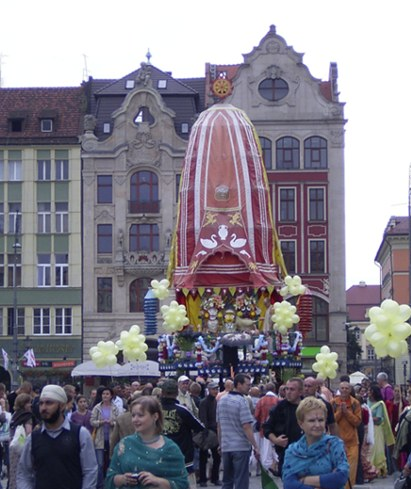
Ratha-Yatra ở Wrocław, Ba Lan.

Ấn Độ giáo (Đạo Hinđu) là một tôn giáo chiếm số lượng nhỏ ở Ba Lan. Ấn Độ giáo được truyền bá sang Ba Lan lần đầu tiên vào năm 1976 thông qua các nhà truyền giáo ISKCON. Các nhóm tín đồ theo đạo Hinđu đầu tiên của Ba Lan được thành lập tại Warszawa và Wrocław. Ngôi đền Hindu đầu tiên của Ba Lan được thành lập vào năm 1980 tại Czarnów, Dolnośląskie (Đền Chaiipur mới ở Czarnów). Đền ISKCON chính là Đền Ramana Reti mới ở Mysiadło (Năm 1989).
Chế độ Cộng sản ở Ba Lan đã thúc đẩy một chiến dịch chống lại sự truyền bá tôn giáo. Sau sự sụp đổ của chủ nghĩa cộng sản này vào năm 1989, các nhà truyền giáo từ các giáo phái tôn giáo khác của Ấn Độ đã đến và gặt được rất ít thành công trong quá trình truyền bá.